# Amaia Olabarrieta Elordui
Amaia Olabarrieta Elordui és una futbolista basca nascuda el 28 de juliol de 1982 a Lezama (Biscaia). Formada al Bizkerre, passà a formar part de les files de l'Athletic Club Neskak, a la Superliga l'any 2003. El seu debut en la Superliga amb l'Athletic fou el 4 de juny de 2004, en el partit Athletic Club Neskak 0 - Sabadell 1.
Ha jugat amb la selecció sub-25 de Bizkaia i la d'Euskadi. Ha estat convocada per la selecció absoluta de futbol femení pel Mundial de Futbol Femení Alemanya 2011. Una lesió del lligament creuat anterior el març de 2014 la va apartar un temps del futbol fins que es va retirar definitivament el 2016.

## Clubs
| Club                 | País    | Any        |
| -------------------- | ------- | ---------- |
| Bizkerre             | Euskadi | 1999-2003  |
| Athletic Club Neskak | Euskadi | 2003- 2016 |

## Gols en partits internacionals oficials
- Eliminatòries per la classificació de la Copa del Món de Futbol femení 2011
  - 1 al Espanya 5–1 Turquia
- Eliminatòries del Campionat d'Europa de Futbol femení 2013
  - 1 al Turquia 1–10 Espanya